# 김상수 (변호사)
김상수(金相秀, 1981년 8월 14일 ~ )는 대한민국의 변호사이며 법무법인 법승 수원분사무소의 책임 변호사이다. 수원형사전문변호사로서 법승TV 유튜브 채널에 출연하고 있다.

## 출신 학교
- 민족사관고등학교 졸업
- 서울대학교 법학과 졸업
- 건국대학교 법학전문대학원 졸업

## 주요 경력
- 2017년 : 변호사시험 6회 합격
- 2020년 : 대한변호사협회 인증 형사전문등록
- 2023년 : 경기도청『2023 상반기 공정특별사법경찰단 직무교육』 출강
- 2016년 ~ : 법무법인 법승 재직
- YTN <이승우 변호사의 사건파일> 라디오 출연
- 한국지식재산보호원 영업비밀 유출분쟁 전문가
- 수원중부경찰서 경미범죄 심사위원회 자문위원